# Cal Ingraham
Cal Ingraham (né le 4 juin 1970 à Georgetown, dans le Massachusetts aux États-Unis) est un joueur professionnel américain de hockey sur glace.

## Carrière en club
En 1989, il commence sa carrière avec les Falcons de l'Air Force (à Air Force Academy) dans la NCAA. Il passe professionnel avec les Tiger Sharks de Tallahassee dans l'ECHL en 1995.

## Statistiques
| Saison    | Équipe                      | Ligue |    | Saison régulière | Saison régulière | Saison régulière | Saison régulière | Saison régulière |   | Séries éliminatoires | Séries éliminatoires | Séries éliminatoires | Séries éliminatoires | Séries éliminatoires |
| Saison    | Équipe                      | Ligue | PJ | B                | A                | Pts              | Pun              | PJ               | B | A                    | Pts                  | Pun                  |                      |                      |
| 1989-1990 | Falcons de l'Air Force      | NCAA  | 26 | 17               | 11               | 28               | 21               | -                | - | -                    | -                    | -                    |                      |                      |
| 1991-1992 | Black Bears du Maine        | HE    | 37 | 15               | 30               | 45               | 22               | -                | - | -                    | -                    | -                    |                      |                      |
| 1992-1993 | Black Bears du Maine        | HE    | 45 | 46               | 39               | 85               | 50               | -                | - | -                    | -                    | -                    |                      |                      |
| 1993-1994 | Black Bears du Maine        | HE    | 24 | 12               | 17               | 29               | 20               | -                | - | -                    | -                    | -                    |                      |                      |
| 1995-1996 | Tiger Sharks de Tallahassee | ECHL  | 69 | 32               | 39               | 71               | 57               | 12               | 8 | 8                    | 16                   | 10                   |                      |                      |
| 1996-1997 | Tiger Sharks de Tallahassee | ECHL  | 70 | 34               | 58               | 92               | 54               | 3                | 1 | 0                    | 1                    | 2                    |                      |                      |
| 1997-1998 | Tiger Sharks de Tallahassee | ECHL  | 70 | 40               | 53               | 93               | 38               | -                | - | -                    | -                    | -                    |                      |                      |
| 1998-1999 | Steelheads de l'Idaho       | WCHL  | 71 | 50               | 60               | 110              | 47               | 2                | 0 | 1                    | 1                    | 0                    |                      |                      |
| 1999-2000 | Steelheads de l'Idaho       | WCHL  | 70 | 52               | 49               | 101              | 46               | 3                | 2 | 0                    | 2                    | 4                    |                      |                      |
| 2000-2001 | Steelheads de l'Idaho       | WCHL  | 70 | 50               | 52               | 102              | 79               | 13               | 9 | 14                   | 23                   | 8                    |                      |                      |
| 2001-2002 | Steelheads de l'Idaho       | WCHL  | 63 | 23               | 45               | 68               | 22               | 15               | 5 | 4                    | 9                    | 12                   |                      |                      |

## Statistiques Roller Hockey
| Saison | Équipe                             | Ligue |    | Saison régulière | Saison régulière | Saison régulière | Saison régulière | Saison régulière |   | Séries éliminatoires | Séries éliminatoires | Séries éliminatoires | Séries éliminatoires | Séries éliminatoires |
| Saison | Équipe                             | Ligue | PJ | B                | A                | Pts              | Pun              | PJ               | B | A                    | Pts                  | Pun                  |                      |                      |
| 1994   | Stingers de la Nouvelle-Angleterre | RHI   | 22 | 30               | 32               | 62               | 4                | -                | - | -                    | -                    | -                    |                      |                      |
| 1996   | Rockin' Rollers du New Jersey      | RHI   | 30 | 26               | 30               | 56               | 7                | -                | - | -                    | -                    | -                    |                      |                      |
| 1996   | Jackals d'Orlando                  | RHI   | 4  | 2                | 1                | 3                | 4                | -                | - | -                    | -                    | -                    |                      |                      |
| 1999   | Blue Ox du Minnesota               | RHI   | 11 | 10               | 12               | 22               | 1                | -                | - | -                    | -                    | -                    |                      |                      |